# 养生堂
养生堂是北京电视台科教中心制作的健康养生类综艺节目。于2009年1月1日起开播。栏目的宗旨是“传播养生之道、传授养生之术”。该节目介绍中国传统养生文化、中医药的同时也引进现代医学健康理念，向公众传播保健知识。
中共中央总书记习近平的夫人彭丽媛曾于2016年世界防治结核病日（3月22日）作为特邀嘉宾参加该栏目的节目录制。